# Bundesautobahn 57
Die Bundesautobahn 57 (Abkürzung: BAB 57) – Kurzform: Autobahn 57 (Abkürzung: A 57) – verläuft von der niederländischen Grenze bei Goch in Weiterführung der A77 (NL) parallel zum Rhein über den linken Niederrhein, Krefeld und Neuss nach Köln. Sie ist Teil der Europastraße 31, die von Rotterdam bis nach Hockenheim führt.
Angesichts ihrer hohen Bedeutung für Wirtschaft und Verkehr kann man die A 57 als Trans-Niederrhein-Magistrale bezeichnen.

## Planungsgeschichte und Bau
Ihren Ursprung nahm die Bundesautobahn 57 mit der Ortsumgehung von Neuss, die zunächst als Bundesstraße 9a entstand. 1954 wurde der Abschnitt zwischen der heutigen Anschlussstelle Holzbüttgen (ehem. Bundesstraße 7) und dem Autobahnkreuz Neuss-West (ehem. Bundesstraße 1) zweistreifig unter Verkehr gebracht. In der ersten Hälfte der 1960er Jahre folgte dann der Abschnitt zwischen Neuss-West und Neuss-Hafen als vierstreifige Bundesstraße sowie die Ortsumgehung Neuss-Grimlinghausen im Zuge der B 9. Zudem wurde die sich an die Umgehung Grimlinghausen anschließende Strecke Neuss-Norf bis Köln-Longerich als Ersatzbundesstraße 9 in Angriff genommen und 1966 vollendet. Danach wurde der Bau als Bundesautobahn Krefeld – Köln – Ludwigshafen, die zunächst die Bezeichnung „Rheinlinie“ oder „linksrheinische Autobahn“ und zu Beginn der 1970er Jahre die interne Bezeichnung „Autobahn 14“ erhielt, vorangetrieben: die Ortsumgehung Neuss wurde bis 1970 umfassend ausgebaut und erweitert. Ebenfalls 1970 erfolgte die Freigabe des Abschnittes Meerbusch-Osterath – Kreuz Kaarst – Holzbüttgen, der nördlich an die Ortsumgehung Neuss anknüpfte. Die Strecke Köln-Longerich – Köln-Parkring wurde als Teil der „Autobahn 11“ Lübeck – Hamburg – Bremen – Münster – Dortmund – Köln im selben Jahr fertiggestellt. Östlich von Krefeld war bereits frühzeitig zwischen Bockum und Uerdingen eine Trasse freigehalten worden. Nördlich der Stadt wurde Ende der 1950er und Anfang der 1960er Jahre eine Ersatzbundesstraße 57 geplant, die bis Rheinberg führen und dort in die Bestandstrasse der B 57 einmünden sollte. Mitte der 1960er wurde dann die Verlängerung bis in die Niederlande bei Goch ins Auge gefasst, die Linie im Wesentlichen 1972 bestimmt.
In den 1960er Jahren war außerdem geplant, die A 57 zum Autobahnkreuz Köln-Ost (Nordtangente) bzw. als A 555 bis zum Kreuz Köln-Süd (Westtangente) zu führen (siehe auch: Kölner Stadtautobahn).
Im Bedarfsplan des Gesetzes über den Ausbau der Bundesfernstraßen in den Jahren 1971 bis 1985 vom 30. Juni 1971 war die Strecke Krefeld-Gartenstadt – Meerbusch-Osterath als laufendes Vorhaben (A 14) enthalten, die Strecke Krefeld-Gartenstadt – Goch (A 14) in der Dringlichkeitsstufe I. 1972 waren weitere Abschnitte zwischen Krefeld-Gartenstadt und Moers im Bau oder kurz vor der Fertigstellung.
Mit der Neustrukturierung des Netzes der Bundesautobahnen, die mit Wirkung ab 1. Januar 1975 eingeführt wurde, erhielt die A 14 die neue Bezeichnung „Bundesautobahn 57“.
Der Bedarfsplan des Gesetzes zur Änderung des Gesetzes über den Ausbau der Bundesfernstraßen in den Jahren 1971 bis 1985 vom 5. August 1976 enthielt den Abschnitt zwischen der AS Kleve und dem Kreuz Moers als laufendes Vorhaben. Zwischen der Bundesgrenze und der AS Kleve war die A 57 lediglich einbahnig in die Dringlichkeitsstufe Ib eingeordnet, die 2. Fahrbahn nur noch als möglicher weiterer Bedarf.
Das zweite Gesetz zur Änderung des Gesetzes über den Ausbau der Bundesfernstraßen in den Jahren 1971 bis 1985 vom 25. August 1980 sah den Abschnitt zwischen der Bundesgrenze und der AS Goch wieder in der Dringlichkeitsstufe I vor, ebenso die Strecke Alpen – Kamp-Lintfort. Die Teilstrecke Sonsbeck – Alpen war als laufendes Vorhaben verzeichnet. Hinzu kam der Ausbau zwischen der AS Neuss-West und der AS Neuss-Norf auf sechs Fahrstreifen in Dringlichkeitsstufe I bzw. als bereits laufendes Vorhaben.
Das Dritte Gesetz zur Änderung des Fernstraßenausbaugesetzes vom 21. April 1986 enthielt die Strecke zwischen der Bundesgrenze und der AS Kleve als laufendes Vorhaben, ebenso den sechsstreifigen Ausbau zwischen der heutigen AS Neuss-Hafen und Neuss-Norf. Hinzu trat der sechsstreifige Ausbau zwischen der AS Neuss-Norf und dem AK Neuss-Süd im vordringlichen Bedarf und zwischen dem AK Neuss-Süd und dem Kreuz Köln-Nord im weiteren Bedarf.
Nach dem Vierten Gesetz zur Änderung des Fernstraßenausbaugesetzes vom 15. November 1993 war der sechsstreifige Ausbau der A 57 zwischen dem Kreuz Meerbusch (damalige Bezeichnung noch „Kreuz Strümp“) und dem Kreuz Köln-Nord im vordringlichen Bedarf vorgesehen.
Der Bedarfsplan des Fünften Gesetzes zur Änderung des Fernstraßenausbaugesetzes vom 4. Oktober 2004 enthielt den sechsstreifigen Ausbau zwischen dem Kreuz Meerbusch und dem Kreuz Köln-Nord als laufendes bzw. fest disponiertes Vorhaben. Des Weiteren war der sechsstreifige Ausbau zwischen Kreuz Kamp-Lintfort und Kreuz Meerbusch als vordringlicher Bedarf beabsichtigt.
Die beiden Abschnitte Kreuz Meerbusch (A 44) bis Kreuz Kaarst (A 52) und Kreuz Neuss-West bis Dreieck Neuss-Süd sind bereits sechsstreifig fertiggestellt. Im Rahmen des Ausbaus wurde auch die Anschlussstelle Neuss-Hafen völlig umgebaut. Der dazwischen liegende Abschnitt Kreuz Kaarst bis Kreuz Neuss-West wurde bis zum 13. Dezember 2015 fertiggestellt. Eine Teilfreigabe für den Abschnitt südlich der Anschlussstelle Holzbüttgen erfolgte am 3. Juli 2014, so dass sich die Länge des Bauabschnitts von zunächst sechs auf zuletzt rund drei Kilometer verkürzte.
Der südlichste Abschnitt hinter dem Autobahnkreuz Köln-Nord ist bereits weitgehend sechsstreifig ausgebaut. Die Autobahn endet nach der Anschlussstelle Köln-Ehrenfeld; von dort verläuft sie in Troglage und teilweise im Tunnel als sechsstreifige Schnellstraße (K 4) weiter in Richtung Stadtzentrum bis zur Inneren Kanalstraße.

## Liste der Verkehrsfreigaben
Die Teilabschnitte der A 57 wurden wie folgt dem Verkehr übergeben:
| Jahr    | Abschnitt                                | km      | Bemerkung                                                    |
| ------- | ---------------------------------------- | ------- | ------------------------------------------------------------ |
| 1954:   | AS Holzbüttgen – AS Neuss-West           | 5 km    | als B 9a gewidmet Ausbau und Ergänzung der 2. Fahrbahn: 1970 |
| 1962/63 | AS Neuss-West – AS Neuss-Norf            | 5,2 km  | als B 9a gewidmet, Ausbau und Aufstufung: 1970               |
| 1966    | AS Neuss-Norf – AS Köln-Longerich        | 24,6 km | als B 9 gewidmet                                             |
| 1970    | AS Köln-Longerich – AS Köln-Parkgürtel   | 3,6 km  |                                                              |
| 1970    | AS Meerbusch – AK Kaarst                 | 4 km    |                                                              |
| 1970    | AK Kaarst – AS Holzbüttgen               | 1,9 km  |                                                              |
| 1972    | AS Moers-Kapellen – AS Krefeld           | 6 km    |                                                              |
| 1972    | AS Krefeld – AS Meerbusch                | 9,7 km  |                                                              |
| 1974    | AK Moers – AS Moers-Kapellen             | 4,4 km  |                                                              |
| 1976    | AS Kamp-Lintfort – AK Moers              | 7,4 km  |                                                              |
| 1980    | AS Goch – AS Sonsbeck                    | 13,7 km |                                                              |
| 1981    | AS Sonsbeck – AS Alpen                   | 10,8 km |                                                              |
| 1985    | AS Kleve – AS Goch                       | 4,5 km  |                                                              |
| 1985    | AS Alpen – AS Kamp-Lintfort              | 11 km   |                                                              |
| 1986    | Hommersum (Staatsgrenze D/NL) – AS Kleve | 5,7 km  |                                                              |

## Besonderheiten

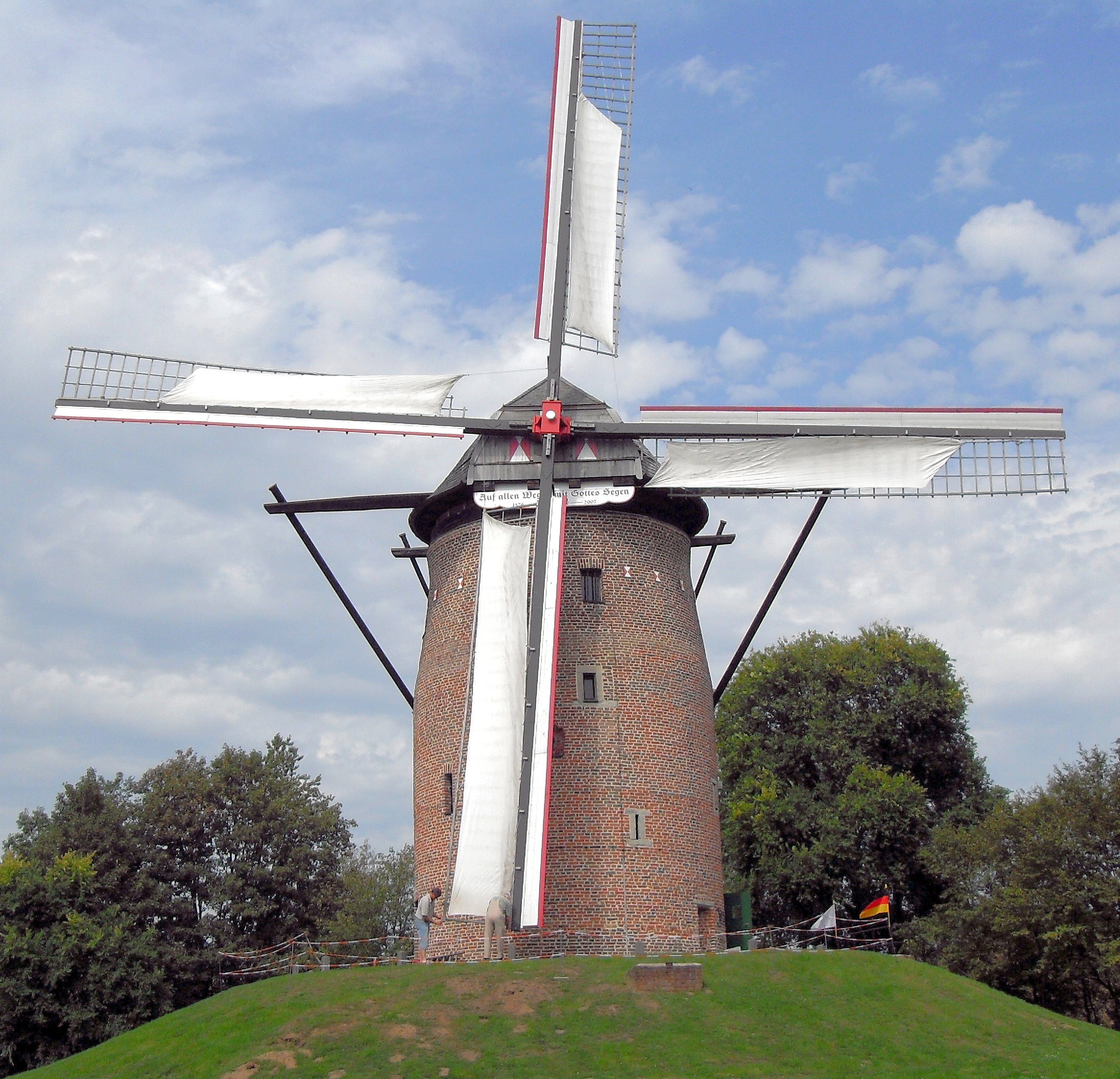
Geismühle an der gleichnamigen Raststätte, Gemarkung Krefeld-Oppum

Zwischen den Anschlussstellen Sonsbeck und Alpen befindet sich ein ehemaliger, aber weitgehend intakter, Behelfsflugplatz. Als Abstellplätze dienten die Rastplätze Hamb und Bönninghardt.
Die Anschlussstelle Krefeld-Gartenstadt ist als Bauvorleistung für die Bundesautobahn 51 Aachen – Duisburg in Form eines Autobahnkreuzes errichtet worden. Nach Aufgabe dieser Planung ist statt der A 51 die L 473 realisiert worden, die eine Direktanbindung an den Duisburger Hafen („Logport“) bietet.
An der Anschlussstelle Krefeld-Oppum sollte die A 524 die A 57 kreuzen. Bis zum Jahr 2003 war deshalb auch der dortige Zubringer als A 524 benannt.
Da die südliche Umfahrung von Neuss durch die A 46 nicht mehr geplant ist, besteht zwischen dem Autobahnkreuz Neuss-West und dem Autobahndreieck Neuss-Süd eine Parallelführung der beiden Autobahnen.
Die Anschlussstelle Neuss-Hafen war früher als rechtsgerichtete Trompete ausgeführt, bei der die aus Richtung Köln kommende Autobahn in die Relation Neuss Hafen (B1) - Krefeld einmündete, während aus Richtung Krefeld kommende Autofahrer, die auf der A57 bleiben wollten, die Hauptfahrbahn verlassen mussten (TOTSO). Die Anschlussstelle wurde um 2000 umgebaut.
Auffällig ist die aufwändige und kurvenreiche Anschlussstelle Köln-Worringen. Hier handelt es sich um bauliche Vorleistungen für ein Autobahnkreuz mit der nie gebauten A 54, welche die Autobahnen A 61, A 57, A 59 und A 3 verbinden sollte. Lediglich ein kleiner Teil der geplanten A 54 wurde in Form der A 542 zwischen den Kreuzen Langenfeld und Monheim-Süd realisiert.
Die Anschlussstelle Köln-Chorweiler ist nur in und von Richtung Süden, also von Köln, bzw. von Kreuz Köln-Nord, eingerichtet. Wer von hier aus nach Norden will, muss entweder im Autobahnkreuz Köln-Nord „wenden“ oder eine der benachbarten Auffahrten nutzen. Es ist geplant, die Ausfahrt -eventuell sogar noch vor dem geplanten sechsstreifigen Ausbau der A57 in diesem Abschnitt- voll auszubauen.[veraltet] 
Die Autobahnabfahrt 1 ist Teil des Rastplatzes der ehemaligen Grenzstation zu den Niederlanden und liegt zwischen den Gocher Teilortschaften „Hommersum“ und „Hassum“, sie wird nicht offiziell betrieben und die zuführenden Straßen sind teils als Dienstwege gekennzeichnet.
Südlich des Kreuzes Köln-Nord (bis AS Köln-Bickendorf) hat die Straßenbauverwaltung NRW eine von bisher drei Strecken in NRW als temporäre Seitenstreifenfreigabe (TSF) eingerichtet, auf denen bei Bedarf -vorrangig zu Zeiten des Berufsverkehrs- die Seitenstreifen zum Befahren freigegeben werden können. Dies erhöht die Durchlaufkapazität auf dieser stark befahrenen Strecke.

## Aktueller Ausbauzustand und konkrete Ausbauplanung
Von der niederländischen Grenze bis Kamp-Lintfort verläuft die A57 vierstreifig.
Von Kamp-Lintfort bis Köln-Nord soll die A57 auf 63 km Länge durchgängig sechsstreifig ausgebaut werden.
Die Einzelabschnitte stellen sich von Nord nach Süd wie folgt dar (Stand: Juni 2019):
- Ausbauabschnitt Moers (7,2 km von AS Kamp-Lintfort bis AS Moers) – Vorplanungen begannen 2018. (derzeit vierstreifig)
- Das Autobahnkreuz Moers soll ebenfalls umgebaut werden. Die Vorplanung für den Ausbau ist bereits genehmigt. Die weiteren Planungen begannen Mitte 2018.
- Ausbauabschnitt Kapellen (5,7 km von AS Moers bis AS Krefeld-Gartenstadt) – Der Vorentwurf des Abschnittes „Kapellen“ ist genehmigt. (derzeit vierstreifig)
- Ausbauabschnitt Krefeld (6,5 km von AS Krefeld-Gartenstadt bis AS Krefeld-Oppum) – Das Planfeststellungsverfahren ist von Straßen.NRW mit Schreiben vom 15. Februar 2019 bei der Bezirksregierung Detmold beantragt worden. (derzeit vierstreifig)
- Tank und Rastanlage Geismühle (Ausbau der östlichen Seite) – Planfeststellungsverfahren läuft
- Ausbauabschnitt Oppum (4,1 km von AS Krefeld-Oppum bis Autobahnkreuz Meerbusch) – Der rechtskräftige Planfeststellungsbeschluss für den Abschnitt „Oppum“ liegt seit Oktober 2017 vor. Der erste Spatenstich fand am 29. April 2019 statt. (derzeit vierstreifig)
- Ausbauabschnitt Meerbusch (5,4 km vom Autobahnkreuz Meerbusch bis Autobahnkreuz Kaarst) – Ausbau fertiggestellt (derzeit sechsstreifig)
- Auch das Autobahnkreuz Kaarst soll bedarfsgerecht umgebaut werden.
- Ausbauabschnitt Kaarst (6,1 km vom Autobahnkreuz Kaarst bis Autobahnkreuz Neuss-West) – Ausbau fertiggestellt (derzeit sechsstreifig)
- Ausbauabschnitt Neuss-West (2,5 km entlang Neuss-West) – Ausbau fertiggestellt (derzeit sechsstreifig)
- Ausbauabschnitt Reuschenberg (1,9 km vom Autobahnkreuz Neuss-West bis AS Neuss-Hafen) – Ausbau fertiggestellt, aber aufgrund der hohen Verflechtungsvorgänge soll ein weiterer Ausbau (Anbau von Verflechtungsstreifen) mit Optimierungen der Anschlussbereiche sowie einem verbesserten Lärmschutz erfolgen (derzeit sechsstreifig)
- Ausbauabschnitt Erfttal (2,1 km von AS Neuss-Hafen bis AS Neuss-Norf) – Ausbau fertiggestellt, aber aufgrund der hohen Verflechtungsvorgänge soll ein weiterer Ausbau mit Optimierungen der Anschlussbereiche sowie einem verbesserten Lärmschutz erfolgen (derzeit sechsstreifig)
- Ausbauabschnitt Derikum (3,5 km von AS Neuss-Norf bis Autobahnkreuz Neuss-Süd) – Ausbau fertiggestellt (derzeit sechsstreifig)
- Ausbauabschnitt Dormagen (9,1 km vom Autobahnkreuz Neuss-Süd bis AS Dormagen) – Planfeststellungsverfahren läuft, wegen der Lärmproblematik Dormagen und Delrath im Deckblattverfahren mit erhöhtem Lärmschutz (derzeit vierstreifig)[19]
- Ausbauabschnitt Köln (9,5 km von AS Dormagen bis Autobahnkreuz Köln-Nord) – Die Vorentwurfsplanung soll 2020 beginnen (derzeit vierstreifig)

## Sonstiges

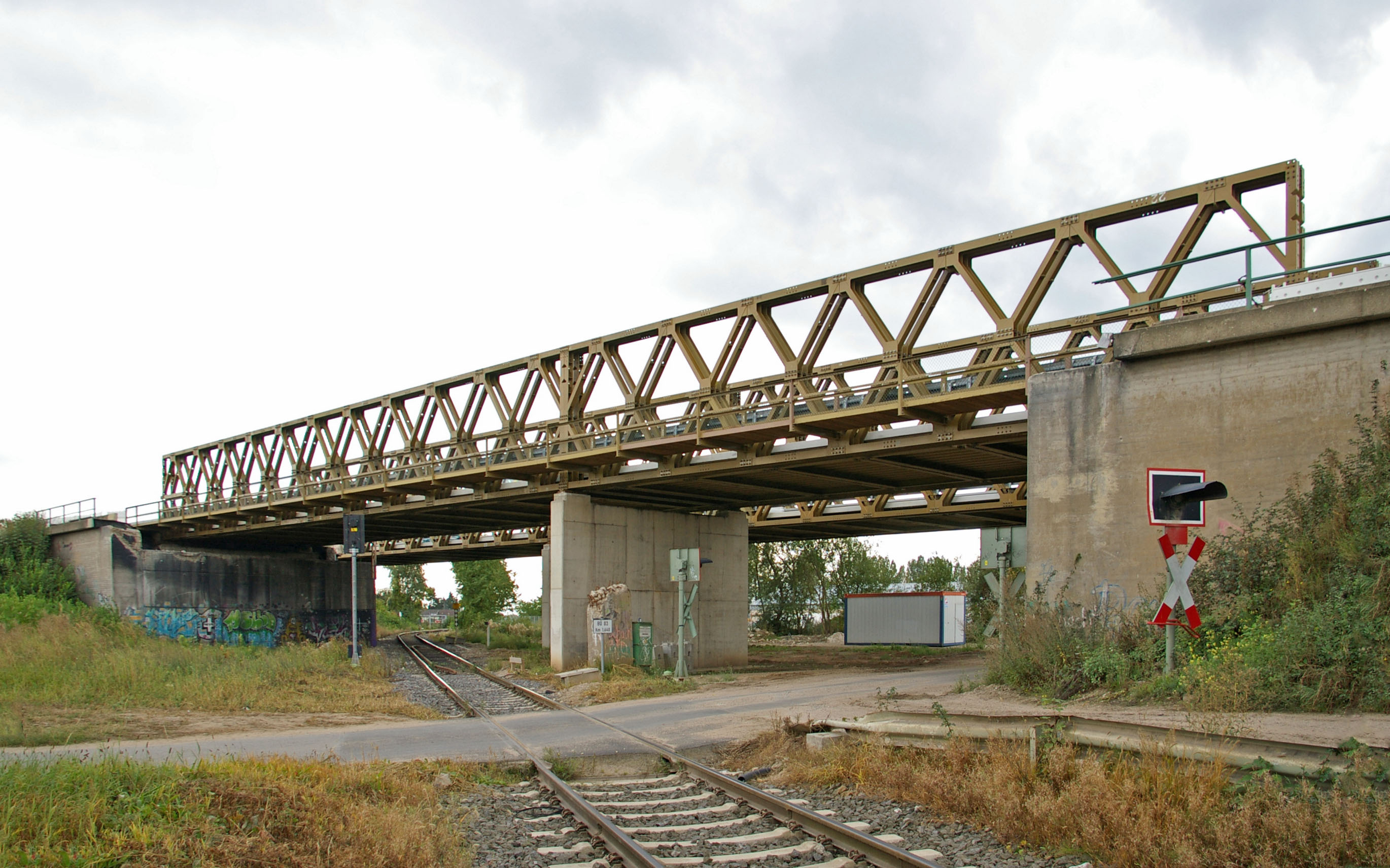
Behelfsbrücke bei Nievenheim im September 2012

Unbekannte zündeten am 14. Februar 2012 gegen 0.10 Uhr einen Stapel Plastikrohre unterhalb einer Autobahnbrücke an (die Rohre lagerten auf einem asphaltierten Feldweg von Nievenheim nach Zons). Die Brücke überspannte die A 57 zwischen dem Dreieck Neuss-Süd (Nr. 24) und der Anschlussstelle Dormagen (Nr. 25) nordwestlich der Innenstadt von Dormagen (Lage). Es entstanden Temperaturen von bis zu 1000 °C; der Rauch nahm dem Verkehr auf der Brücke die Sicht. Es kam zu einer Karambolage von sechs Lastkraftwagen und 15 Personenkraftwagen. Der Fahrer eines PKW kam ums Leben, 13 Personen wurden verletzt.
Wegen vermuteter Einsturzgefahr der Brücke wurde die A 57 in beiden Richtungen gesperrt. Die beschädigte Brücke wurde abgerissen und zunächst durch zwei Behelfsbrücken aus Beständen der Bundeswehr ersetzt. Die Brücke wurde am 4. April 2012 provisorisch wiedereröffnet. In der Folge wurde ein neues Brückenbauwerk aus zwei parallel liegenden eigenständigen Brückenkörpern errichtet. Es ist bereits für den geplanten sechsstreifigen Ausbau der A57 in diesem Abschnitt ausgelegt und wird bis dahin vierstreifig betrieben. Nachdem der westliche Brückenkörper im Februar 2017 fertiggestellt worden war, konnte der gesamte Verkehr auf diesen neuen Brückenteil verlegt, und es konnten die Behelfsbrücken abgebaut werden. Mitte Mai 2018 wurde die Brücke fertiggestellt.
Im August 2025 meldete die Zeitschrift auto motor und sport die A57 würde in Grenznähe als Rennstrecke missbraucht und es werden beinah täglich aus der niederländischen Tuningszene Raser-Videos, mit Geschwindigkeiten von bis zu 370 km/h, die dann im Netz veröffentlicht werden. Auf dem Abschnitt vor der Grenze gilt „freie Fahrt“, und es gibt kein Tempolimit, jedoch sind nicht genehmigte Autorennen strafbar.